# Zone de gouvernement local au Nigeria
Pour les articles homonymes, voir LGA.

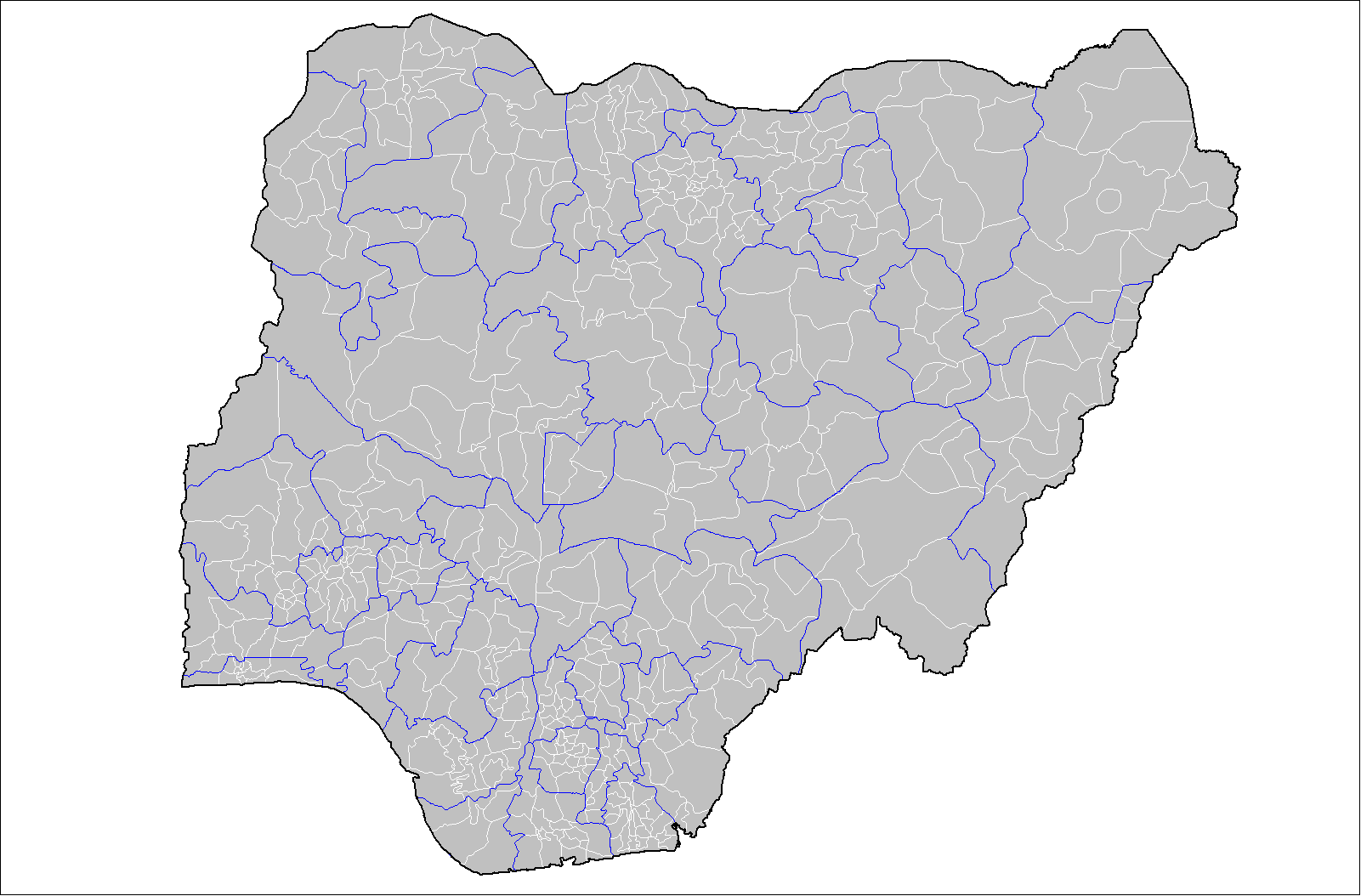
Zones de gouvernement local du Nigeria (en bleu : États / en blanc : LGA)

Les zones de gouvernement local (Local Government Area ou LGA) sont des subdivisions des 36 États et du Territoire de la Capitale Fédérale au Nigeria. Elles sont au nombre de 774.

## Description
Chaque Zone de gouvernement local est gérée par un Conseil de gouvernement local, dont le président est le chef de l'exécutif dans la zone, assisté de conseillers élus. Chaque Zone (LGA) est ensuite subdivisée en 10 à 15 districts.
Les compétences du Conseil de gouvernement local sont définies dans la constitution du Nigeria :
- réclamations économiques auprès de l'État (subdivision supérieure) ;
- impôts et taxes ;
- maintenance des cimetières et des établissements pour les infirmes et le handicapés ;
- contrôle des véhicules autres qu'à moteur (bicyclettes, charrettes, canots...) ;
- maintenance des lieux de marchés, de parkings, et des espaces d'intérêt public ;
- maintenance des routes et canalisations ;
- gestion du nom des routes et rues et des numéros des habitations ;
- maintenance des transports publics ;
- enregistrement des naissances, décès et mariages ;
- recensement des maisons privées en vue des impôts ;
- contrôle des animaux domestiques et de leur commerce, des lieux de nourriture ouverts au public, et des blanchisseries et autres lieux de lavage du linge.

## Liste

### Abia
Dans l'État d'Abia, 17 zones, :
- Aba Nord
- Aba Sud
- Arochokwu
- Bende
- Ikwuano
- Isiala Ngwa Nord
- Isiala Ngwa Sud
- Isuikwuato
- Obi Ngwa
- Ohafia
- Osisioma
- Ugwunagbo
- Ukwa Est
- Ukwa Ouest
- Umuahia Nord
- Umuahia Sud
- Umu Nneochi

### Adamawa
Dans l'État d'Adamawa, 21 zones, :
- Demsa
- Fufore
- Ganye
- Gayuk
- Gombi
- Girei
- Hong
- Jada
- Lamurde
- Madagali
- Maiha
- Mayo Belwa
- Michika
- Mubi Nord
- Mubi Sud
- Numan
- Shelleng
- Song
- Toungo
- Yola Nord
- Yola Sud

### Akwa Ibom
Dans l'État d'Akwa Ibom, 31 zones, :
- Abak
- Est Obolo
- Eket
- Esit Eket
- Essien Udim
- Etim Ekpo
- Etinan
- Ibeno
- Ibesikpo Asutan
- Ibiono-Ibom
- Ika
- Ikono
- Ikot-Abasi
- Ikot Ekpene
- Ini
- Itu
- Mbo
- Mkpat-Enin
- Nsit-Atai
- Nsit-Ibom
- Nsit-Ubuim
- Obot-Akara
- Okobo
- Onna
- Oron
- Oruk Anam
- Udung-Uko
- Ukanafun
- Uruan
- Urue-Offong/Oruko
- Uyo

### Anambra
Dans l'État d'Anambra, 21 zones, :
- Aguata
- Anambra Est
- Anambra Ouest
- Anaocha
- Awka Nord
- Awka Sud
- Ayamelum
- Dunukofia
- Ekwusigo
- Idemili Nord
- Idemili Sud
- Ihiala
- Njikoka
- Nnewi Nord
- Nnewi Sud
- Ogbaru
- Onitsha Nord
- Onitsha Sud
- Orumba Nord
- Orumba Sud
- Oyi

### Bauchi
Dans l'État de Bauchi, 20 zones, :
- Alkaleri
- Bauchi
- Bogoro
- Damban
- Darazo
- Dass
- Gamawa
- Ganjuwa
- Giade
- Itas/Gadau
- Jama'are
- Katagum
- Kirfi
- Misau
- Ningi
- Shira
- Tafawa Balewa
- Toro
- Warji
- Zakki

### Bayelsa
Dans l'État de Bayelsa, 8 zones, :
- Brass
- Ekeremor
- Kolokuma/Opokuma
- Nembe
- Ogbia
- Sagbama
- Sud Ijaw
- Yenagoa

### Benue
Dans l'État de Benue, 23 zones, :
- Agatu
- Apa
- Ado
- Buruku
- Gboko
- Guma
- Gwer Est
- Gwer Ouest
- Katsina Ala
- Konshisha
- Kwande
- Logo
- Makurdi
- Obi
- Ogbadibo
- Ohimini
- Oju
- Okpokwu
- Oturkpo
- Tarka
- Ukum
- Ushongo
- Vandeikya

### Borno
Dans l'État de Borno, 27 zones, :
- Abadam
- Askira/Uba
- Bama
- Bayo
- Biu
- Chibok
- Damboa
- Dikwa
- Gubio
- Guzamala
- Gwoza
- Hawul
- Jere
- Kaga
- Kala/Balge
- Konduga
- Kukawa
- Kwaya Kusar
- Mafa
- Magumeri
- Maiduguri
- Marte
- Mobbar
- Monguno
- Ngala
- Nganzai
- Shani

### Cross River
Dans l'État de Cross River, 18 zones, :
- Abi
- Akamkpa
- Akpabuyo
- Bakassi
- Bekwarra
- Biase
- Boki (Nigeria)
- Calabar Ville
- Calabar Sud
- Etung
- Ikom
- Obanliku
- Obubra
- Obudu
- Odukpani
- Ogoja
- Yakurr
- Yala

### Delta
Dans l'État du Delta, 25 zones, :
- Aniocha Nord
- Aniocha Sud
- Bomadi
- Burutu
- Ethiope Est
- Ethiope Ouest
- Ika Nord Est
- Ika Sud
- Isoko Nord
- Isoko Sud
- Ndokwa Est
- Ndokwa Ouest
- Okpe
- Oshimili Nord
- Oshimili Sud
- Patani
- Sapele
- Udu
- Ughelli Nord
- Ughelli Sud
- Ukwuani
- Uvwie
- Warri Nord
- Warri Sud
- Warri Sud Ouest

### Ebonyi
Dans l'État d'Ebonyi, 12 zones, :
- Abakaliki
- Afikpo Nord
- Afikpo Sud
- Ebonyi
- Ezza Nord
- Ezza Sud
- Ikwo
- Ishielu
- Ivo
- Izzi
- Ohaozara
- Ohaukwu
- Onicha

### Edo
Dans l'État d'Edo, 18 zones, :
- Akoko Edo
- Egor
- Esan Central
- Esan Nord Est
- Esan Sud Est
- Esan Ouest
- Etsako Central
- Etsako Est
- Etsako Ouest
- Igueben
- Ikpoba Okha
- Orhionmwon
- Oredo
- Ovia Nord Est
- Ovia Sud Ouest
- Owan Est
- Owan Ouest
- Uhunmwonde

### Ekiti
Dans l'État d'Ekiti, 16 zones, :
- Ado Ekiti
- Efon
- Ekiti Est
- Ekiti Sud Ouest
- Ekiti Ouest
- Emure
- Gbonyin
- Ido Osi
- Ijero
- Ikere
- Ikole
- Ilejemeje
- Irepodun/Ifelodun
- Ise/Orun
- Moba
- Oye

### Enugu
Dans l'État d'Enugu, 17 zones, :
- Aninri
- Awgu
- Enugu Est
- Enugu Nord
- Enugu Sud
- Ezeagu
- Igbo Etiti
- Igbo Eze Nord
- Igbo Eze Sud
- Isi Uzo
- Nkanu Est
- Nkanu Ouest
- Nsukka
- Oji River
- Udenu
- Udi
- Uzo Uwani

### Gombe
Dans l'État de Gombe, 11 zones, :
- Akko
- Balanga
- Billiri
- Dukku
- Funakaye
- Gombe
- Kaltungo
- Kwami
- Nafada
- Shongom
- Yamaltu/Deba

### Imo
Dans l'État d'Imo, 27 zones, :
- Aboh Mbaise
- Ahiazu Mbaise
- Ehime Mbano
- Ezinihitte
- Ideato Nord
- Ideato Sud
- Ihitte/Uboma
- Ikeduru
- Isiala Mbano
- Isu
- Mbaitoli
- Ngor Okpala
- Njaba
- Nkwerre
- Nwangele
- Obowo
- Oguta
- Ohaji/Egbema
- Okigwe
- Orlu
- Orsu
- Oru Est
- Oru Ouest
- Owerri Municipal
- Owerri Nord
- Owerri Ouest
- Unuimo

### Jigawa
Dans l'État de Jigawa, 27 zones, :
- Auyo
- Babura
- Biriniwa
- Birnin Kudu
- Buji
- Dutse
- Gagarawa
- Garki
- Gumel
- Guri
- Gwaram
- Gwiwa
- Hadejia
- Jahun
- Kafin Hausa
- Kaugama
- Kazuare
- Kiri Kasama
- Kiyawa
- Maigatari
- Malam Madori
- Miga
- Ringim
- Roni
- Sule Tankakar
- Taura
- Yankwashi

### Kaduna
Dans l'État de Kaduna, 23 zones :
- Birnin Gwari
- Chikun
- Giwa
- Igabi
- Ikara
- Jaba
- Jema'a
- Kachia
- Kaduna Nord
- Kaduna Sud
- Kagarko
- Kajuru
- Kaura
- Kauru
- Kubau
- Kudan
- Lere
- Makarfi
- Sabon Gari
- Sanga
- Soba
- Zangon Kataf
- Zaria

### Kano
Dans l'État de Kano, 44 zones :
- Ajingi
- Albasu
- Bagwai
- Bebeji
- Bichi
- Bunkure
- Dala
- Dambatta
- Dawakin Kudu
- Dawakin Tofa
- Doguwa
- Fagge
- Gabasawa
- Garko
- Garum Mallam
- Gaya
- Gezawa
- Gwale
- Gwarzo
- Kabo
- Kano Ville
- Karaye
- Kibiya
- Kiru
- Kumbotso
- Kunchi
- Kura
- Madobi
- Makoda
- Minjibir
- Nasarawa
- Rano
- Rimin Gado
- Rogo
- Shanono
- Sumaila
- Takai
- Tarauni
- Tofa
- Tsanyawa
- Tudun Wada
- Ungongo
- Warawa
- Wudil

### Katsina
Dans l'État de Katsina, 34 zones :
- Bakori
- Batagarawa
- Batsari
- Baure
- Bindawa
- Charanchi
- Dandume
- Danja
- Dan Musa
- Daura
- Dutsi
- Dutsin-Ma
- Faskari
- Funtua
- Ingawa
- Jibia
- Kafur
- Kaita
- Kankara
- Kankia
- Katsina
- Kurfi
- Kusada
- Mai'Adua
- Malumfashi
- Mani
- Mashi
- Matazu
- Musawa
- Rimi
- Sabuwa
- Safana
- Sandamu
- Zango

### Kebbi
Dans l'État de Kebbi, 21 zones :
- Aleiro
- Arewa Dandi
- Argungu
- Augie
- Bagudo
- Birnin Kebbi
- Bunza
- Dandi
- Fakai
- Gwandu
- Jega
- Kalgo
- Koko/Besse
- Maiyama
- Ngaski
- Sakaba
- Shanga
- Suru
- Wasagu/Danko
- Yauri
- Zuru

### Kogi
Dans l'État de Kogi, 21 zones :
- Adavi
- Ajaokuta
- Ankpa
- Bassa
- Dekina
- Ibaji
- Idah
- Igalamela Odolu
- Ijumu
- Kabba/Bunu
- Kogi
- Lokoja
- Mopa Muro
- Ofu
- Ogori/Magongo
- Okehi
- Okene
- Olamaboro
- Omala
- Yagba Est
- Yagba Ouest

### Kwara
Dans l'État de Kwara, 16 zones :
- Asa
- Baruten
- Edu
- Ekiti
- Ifelodun
- Ilorin Est
- Ilorin Sud
- Ilorin Ouest
- Irepodun
- Isin
- Kaiama
- Moro
- Offa
- Oke Ero
- Oyun
- Pategi

### Lagos
Dans l'État de Lagos, 20 zones :
- Agege
- Ajeromi-Ifelodun
- Alimosho
- Amuwo-Odofin
- Apapa
- Badagry
- Epe
- Eti Osa
- Ibeju-Lekki
- Ifako-Ijaye
- Ikeja
- Ikorodu
- Kosofe
- Île de Lagos
- Lagos Terre
- Mushin
- Ojo
- Oshodi-Isolo
- Shomolu
- Surulere

### Nassarawa
Dans l'État de Nassarawa, 13 zones :
- Akwanga
- Awe
- Doma
- Karu
- Keana
- Keffi
- Kokona
- Lafia
- Nasarawa
- Nasarawa Egon
- Obi
- Toto
- Wamba

### Niger
Dans l'État de Niger, 25 zones :
- Agaie
- Agwara
- Bida
- Borgu
- Bosso
- Chanchaga
- Edati
- Gbako
- Gurara
- Katcha
- Kontagora
- Lapai
- Lavun
- Magama
- Mariga
- Mashegu
- Mokwa
- Munya
- Paikoro
- Rafi
- Rijau
- Shiroro
- Suleja
- Tafa
- Wushishi

### Ogun
Dans l'État d'Ogun, 20 zones :
- Abeokuta Nord
- Abeokuta Sud
- Ado Odo/Ota
- Yewa Nord
- Yewa Sud
- Ewekoro
- Ifo
- Ijebu Est
- Ijebu Nord
- Ijebu Nord Est
- Ijebu Ode
- Ikenne
- Imeko Afon
- Ipokia
- Obafemi Owode
- Odeda
- Odogbolu
- Ogun littoral
- Remo Nord
- Shagamu

### Ondo
Dans l'État d'Ondo, 18 zones :
- Akoko Nord Est
- Akoko Nord Ouest
- Akoko Sud Ouest
- Akoko Sud Est
- Akure Nord
- Akure Sud
- Ese Odo
- Idanre
- Ifedore
- Ilaje
- Ile-Oluji-Okeigbo
- Irele
- Odigbo
- Okitipupa
- Ondo Est
- Ondo Ouest
- Ose
- Owo

### Osun
Dans l'État d'Osun, 30 zones :
- Aiyedaade
- Aiyedire
- Atakunmosa Est
- Atakunmosa Ouest
- Boluwaduro
- Boripe
- Ede Nord
- Ede Sud
- Egbedore
- Ejigbo
- Ifedayo
- Ife Central
- Ife Est
- Ife Nord
- Ife Sud
- Ifelodun
- Ila
- Ilesa Est
- Ilesa Ouest
- Irepodun
- Irewole
- Isokan
- Iwo
- Obokun
- Odo Otin
- Ola Oluwa
- Olorunda
- Oriade
- Orolu
- Osogbo

### Oyo
Dans l'État d'Oyo, 33 zones :
- Afijio
- Akinyele
- Atiba
- Atisbo
- Egbeda
- Ibadan Nord
- Ibadan Nord Est
- Ibadan Nord Ouest
- Ibadan Sud Est
- Ibadan Sud Ouest
- Ibarapa Central
- Ibarapa Est
- Ibarapa Nord
- Ido
- Irepo
- Iseyin
- Itesiwaju
- Iwajowa
- Kajola
- Lagelu
- Ogbomosho Nord
- Ogbomosho Sud
- Ogo Oluwa
- Olorunsogo
- Oluyole
- Ona Ara
- Orelope
- Ori Ire
- Oyo
- Oyo Est
- Saki Est
- Saki Ouest
- Surulere

### Plateau
Dans l'État du Plateau, 17 zones :
- Bokkos
- Barkin Ladi
- Bassa
- Jos Est
- Jos Nord
- Jos Sud
- Kanam
- Kanke
- Langtang Sud
- Langtang Nord
- Mangu
- Mikang
- Pankshin
- Qua'an Pan
- Riyom
- Shendam
- Wase

### Rivers
Dans l'État de Rivers, 23 zones :
- Abua Odual
- Ahoada Est
- Ahoada Ouest
- Akuku Toru
- Andoni
- Asari Toru
- Bonny
- Degema
- Eleme
- Emuoha
- Etche
- Gokana
- Ikwere
- Khana
- Obio/Akpor
- Ogba/Egbema/Ndoni
- Ogu-Bolo
- Okrika
- Omuma
- Opobo/Nkoro
- Oyigbo
- Port Harcourt
- Tai

### Sokoto
Dans l'État de Sokoto, 23 zones :
- Binji
- Bodinga
- Dange Shuni
- Gada
- Goronyo
- Gudu
- Gwadabawa
- Illela
- Isa
- Kebbe
- Kware
- Rabah
- Sabon Birni
- Shagari
- Silame
- Sokoto Nord
- Sokoto Sud
- Tambuwal
- Tangaza
- Tureta
- Wamakko
- Wurno
- Yabo

### Taraba
Dans l'État de Taraba, 16 zones :
- Ardo Kola
- Bali
- Donga
- Gashaka
- Gassol
- Ibi
- Jalingo
- Karim Lamido
- Kurmi
- Lau
- Sardauna
- Takum
- Ussa
- Wukari
- Yorro
- Zing

### Territoire de la Capitale Fédérale
Dans le Territoire de la Capitale Fédérale, 6 zones, :
- Abuja
- Abaji
- Bwari
- Gwagwalada
- Kuje
- Kwali

### Yobe
Dans l'État de Yobe, 17 zones :
- Barde
- Bursari
- Damaturu
- Fika
- Fune
- Geidam
- Gujba
- Gulani
- Jakusko
- Karasuwa
- Machina
- Nangere
- Nguru
- Potiskum
- Tarmua
- Yunusari
- Yusufari

### Zamfara
Dans l'État de Zamfara, 14 zones :
- Anka
- Bakura
- Birnin Magaji/Kiyaw
- Bukkuyum
- Bungudu
- Gummi
- Gusau
- Kaura Namoda
- Maradun
- Maru
- Shinkafi
- Talata Mafara
- Tsafe
- Zurmi